# اظماره علیا
اظماره علیا روستایی است که در استان اردبیل، شهرستان گرمی، بخش مرکزی، دهستان انی قرار دارد.

## جمعیت
بر اساس سرشماری سال ۱۳۸۵ جمعیت این روستا ۸۰۰ نفر با ۱۷۱ خانوار بوده‌است.